# Neyriz
Neyrīz o Niriz (farsi نی‌ریز) è il capoluogo dello shahrestān di Neyriz, circoscrizione Centrale, nella provincia di Fars. Aveva, nel 2006, una popolazione di 45.180 abitanti. Si trovava sulle rive del lago Bakhtegan, un lago salato, le cui acque si sono però ritirate ed ora la città si trova a una distanza di 15 km in direzione sud-est.
La moschea del venerdì di Neyriz è stata costruita in tre diverse fasi durante le dinastie buwayhide e selgiuchide, e l'ilkhanato, tra il 973 e il 1472.